# ダニエル・カルロス・シルバ・ドス・アンジョス
ダニエルこと、ダニエル・カルロス・シルバ・ドス・アンジョス（Daniel Carlos Silva Dos Anjos、1979年11月23日 - ）はブラジル出身の元プロサッカー選手。

## 来歴
2001年川崎フロンターレに加入したが、5月に契約を解除。5試合1得点に終わった。

## クラブ歴
- 2000年  CAジュベントス
- 2001年  川崎フロンターレ
- 2002年  ミラソウFC
- 2003年  クラブ・グアラニー
- 2003年  SEガマ
- 2004年  ミラソウFC
- 2004年-2005年  セアラーSC
- 2005年  ミラソウFC
- 2006年  GEアナポリス
- 2006年 - 2008年  CFエストレラ・アマドーラ
- 2008年  CSパンドゥリイ・トゥルグ・ジウ
- 2008年  AEカネデンセ
- 2008年  ゴイアニアEC
- 2008年  ECドン・ペドロ・バンデイランテ
- 2009年  ミネイロスEC
- 2009年  AEカネデンセ
- 2010年  AADヴィトーリア・ダス・タボカス
- 2010年  イポラEC
- 2010年  アパレシダFC
- 2011年  カスタニャウEC
- 2011年  キャピタウCF
- 2012年  ペトロリーナSFC
- 2012年  トリンダーデAC
- 2012年  グアラニー・デ・ソブラウ
- 2013年  ソウザEC
- 2013年  ミストEC
- 2013年  イポラEC
- 2013年  FCクラト
- 2014年  マナウスFC

## 個人成績
| 国内大会個人成績 | 国内大会個人成績 | 国内大会個人成績 | 国内大会個人成績 | 国内大会個人成績 | 国内大会個人成績 | 国内大会個人成績 | 国内大会個人成績 | 国内大会個人成績 | 国内大会個人成績 | 国内大会個人成績 | 国内大会個人成績 |
| 年度             | クラブ           | 背番号           | リーグ           | リーグ戦         | リーグ戦         | リーグ杯         | リーグ杯         | オープン杯       | オープン杯       | 期間通算         | 期間通算         |
| 年度             | クラブ           | 背番号           | リーグ           | 出場             | 得点             | 出場             | 得点             | 出場             | 得点             | 出場             | 得点             |
| 日本             | 日本             | 日本             | 日本             | リーグ戦         | リーグ戦         | リーグ杯         | リーグ杯         | 天皇杯           | 天皇杯           | 期間通算         | 期間通算         |
| ---------------- | ---------------- | ---------------- | ---------------- | ---------------- | ---------------- | ---------------- | ---------------- | ---------------- | ---------------- | ---------------- | ---------------- |
| 2001             | 川崎             | 8                | J2               | 5                | 1                | 0                | 0                |                  |                  |                  |                  |
| 通算             | 日本             | 日本             | J2               | 5                | 1                | 0                | 0                |                  |                  |                  |                  |
| 総通算           | 総通算           | 総通算           | 総通算           | 5                | 1                | 0                | 0                |                  |                  |                  |                  |